# Sascha Zacharias
Sascha Zacharias, (Estocolmo, Suécia, 23 de fevereiro de 1979) é uma atriz de cinema e televisão sueca que trabalha principalmente na Itália.

## Biografia
Nascida em Estocolmo, em 23 de fevereiro de 1979, é filha de artistas: o pai Sven-Bertil Taube é cantor e ator, a mãe Ann Zacharias é também atriz. Fez o primeiro trabalho ainda menina, com 7 anos de idade e, aos 18 anos, ela muda-se para Roma, onde continua trabalhando no cinema e também em novelas de televisão.
Entre as inúmeras novelas, destacam-se Questa casa non è un albergo (2000), na Rete 4, e as miniséries Amanti e segreti (2004) e Nassiriya  - Per non dimenticare (2006). O sucesso chega graças à série de TV de 2006 da Rai Uno, Raccontami, onde interpreta Caroline Desideri, e também na segunda edição de 2008.
Em 2011, ela está no cast do filme Tatanka, de Giuseppe Gagliardi, baseado no romance homónimo de Roberto Saviano; e também no cast de Anche se è amore non si vede (mesmo se é amor, não se vê), último filme do duo Ficarra e Picone.

## Filmografia
- Dom fattar ingentig, diretor N. Janbell (1996)[1]
- Il cielo in una stanza, diretor Carlo Vanzina (1999)
- Delitto in prima serata, diretor Alessandro Capone (2000)
- Kärlekens språk, diretor Anders Lennberg (2003)
- Il rabdomante, diretor Fabrizio Cattani (2007)
- Un'estate ai Caraibi, diretor Carlo Vanzina (2009)
- Tatanka, diretor Giuseppe Gagliardi (2011)
- Anche se è amore non si vede, diretores Salvatore Ficarra e Valentino Picone  (2011)

## Televisão
- Gli amici di Sara, direção de Gabriele Muccino (1999)
- Anni '60, direção de Carlo Vanzina - Minisérie TV (1999)
- Questa casa non è un albergo, direção de Pietro Belloni, Elisabetta Marchetti e Raffaele Mertes - Série TV (2000)
- Tequila and Bonetti, direção de Bruno Nappi - Série TV - Scena: Uno sbirro, un cane e una fotografia (2000)
- Distretto di Polizia, direção de Renato De Maria - TV Series - Scena: L'agguato (2000)
- Noi, direção de Pietro Exacoustos - Minisérie TV (2004)
- Questo amore, direção de Luca Manfredi - Minisérie TV (2004)
- Amanti e segreti, direção de Giovanni Lepre - Minisérie TV (2004)
- Nassiriya - Per non dimenticare, direção de Michele Soavi - Minisérie TV (2006)
- Raccontami, direção de Tiziana Aristarco e Riccardo Donna - Série TV (2006) Parte: Carolina Desideri
- Un ciclone in famiglia 3, direção de Carlo Vanzina - Minisérie TV (2007)
- Carabinieri 7, direção de Raffaele Mertes e Giovanni Dominicus Trillo - Série TV (2008)
- Raccontami - Capitolo II, direção de Tiziana Aristarco e Riccardo Donna - Série (2008) Parte: Caroline Bittencourt
- Il commissario Manara, direção de Davide Marengo - Minisérie - Scena: Sogni di vetro (2008)
- I Cesaroni 3, direção de  Stefano Vicario e Francesco Pavolini - Série - Scena: Basta crederci (2009)
- Intelligence - Servizi & segreti, direção de Alexis Sweet - Minisérie (2009)
- I delitti del cuoco, direção de Alessandro Capone - Minisérie TV (2010)
- Ho sposato uno sbirro 2, direção de Andrea Barzini - Série TV - Scena: Una figlia (2010)

## Prémios
- Ciak d'oro como melhor jovem atriz emergente  (1997)